# Batman: Arkham Knight
| Видання                   | Оцінка |
| ------------------------- | ------ |
| Destructoid               | 7/10   |
| Electronic Gaming Monthly | 6,5/10 |
| GameRevolution            | [ 6 ]  |
| GameSpot                  | 7/10   |
| GamesRadar+               | [ 8 ]  |
| GameTrailers              | 9/10   |
| GameZone                  | 10/10  |
| IGN                       | 9,2/10 |
| Polygon                   | 10/10  |
| VideoGamer.com            | 10/10  |

Batman: Arkham Knight (укр. Бетмен: Лицар Аркема) — комп'ютерна гра в жанрі пригодницького бойовика, що розробляється Rocksteady Studios, буде випущена Warner Bros. Interactive Entertainment для ігрових консолей PlayStation 4 і Xbox One, а також для персональних комп'ютерів на базі Microsoft Windows. Batman: Arkham Knight є четвертою грою в серії Batman: Arkham. Спочатку реліз гри був запланований на 14 жовтня 2014, проте пізніше був перенесений на 2015 рік. За словами творців, «Arkham Knight» завершить серію ігор про Бетмена, відповівши на всі питання, що виникли у шанувальників попередніх частин історії про Темного Лицаря.

## Сюжет
Пройшов місяць після подій у місті Аркем і смерті Джокера. Бетмен продовжує боротьбу зі злочинністю, винаходячи нові гаджети. Опудало створив новий вид токсину, що викликає страх, і розташував бомби по всьому Ґотемі, змушуючи громадян міста евакуюватися. Також, він об'єднав найвидатніших суперзлочинців Ґотема, включаючи Пінгвіна, Дволикого і Гарлі Квінн, щоб вони допомогли йому раз і назавжди знищити Бетмена.

## Розробка
У серпні 2012 року Пол Діні, автор перших двох ігор цієї серії, сказав, що не буде брати участь у написанні сценарію для продовження Batman: Arkham City. Він також не написав жодного сюжету для завантаження контенту цієї гри (включаючи DLC з історією «Помста Гарлі Квінн») і сказав, що якщо Warner Bros. і Rocksteady Studios запропонують йому іншу роботу, то він прийме цю пропозицію. У Rocksteady Studios вирішили використовувати ресурси власної команди письменників, очолюваних директором гри Сефтон Хіллом, за допомогою скриптових елементів Мартіна Ланкастера, Джеф Джонс працював консультантом цього проєкту.
Batman: Arkham Knight була анонсована на початку березня 2014 після витоку маркетингових матеріалів наприкінці лютого, коли команда розробників з Rocksteady Studios, яка створила серію, повернулася до розробки нової гри. Batman: Arkham Knight описує події завершального розділу серії Batman: Arkham. Озвучувати Бетмена знову буде Кевін Конрой. Спільно з Rocksteady Studios і автором коміксів Джеффом Джонсом з DC Comics, був створений новий персонаж, Arkham Knight, який також з'явиться в грі. Arkham Knight являє собою мілітаризований аналог Бетмена з буквою «A», як емблемою на грудях.
Гра не буде включати контент для багатокористувацької гри. Як Сефтон Хілл пояснив в інтерв'ю: «Це гра для одного гравця. Там немає мультиплеєра. На самому початку таке було наше бачення. Ми докладемо всі наші зусилля впродовж цього періоду. У нас немає часу, щоб зробити мультиплеєр. Плани команди зробити все від нас залежне і зосередитися на тому, щоб один гравець отримав максимум вражень. Ми не вважаємо, що вона потребує багатокористувацького елементу. Warner Bros. підтримав це з самого початку».

## Завантажувані доповнення
До гри вийшла рекордна кількість, для даної серії, сюжетних доповнень:

#### Історія Гарлі Квінн
Вперше в серії Arkham в цьому DLC дається можливість пограти за Гарлі Квінн, роблячи її грабельним персонажем і у випробуваннях. Навички бою Гарлі відрізняються від Бетмена, наприклад Квінн не вміє виконувати безшумні прийоми, що компенсується новим режимом бою, в якому вона впадає у скажене шаленство, розкидуючи противників з одного удару. Є і аналог детективного зору — «Режим божевілля». У ньому Гарлі все бачить в червоно-малинових тонах, а в голові чує голос свого другого «я — психіатра Гарлін Квінзель, з якою постійно сперечається». Не маючи будь-яких механічних пристосувань для прихованого переміщення по поверху, Гарлі Квінн використовує свої чудові акробатичні і гімнастичні навички. Сюжет передує основній історії Arkham Knight. Гарлі Квінн вламується в поліцейську дільницю Бладгейвена, звідки має намір визволити свою подругу Отруйну Плющ. На шляху у неї встає ціла поліцейська дільниця і місцевий захисник міста — Найтвінґ.

#### Історія Червоного Капюшона
DLC дає можливість грати Джейсоном Тоддом, колишній Робін і Лицар Аркем повернувся на бік добра в кінці основної гри. На відміну від всіх інших грабельних гравцем персонажів, Джейсон під час бою не проти застосовувати вогнепальну зброю. Також доступний зовнішній вигляд Лицаря Аркем з більшої частини основного сюжету гри. Історія розповідає про його протистояння з ватажком злочинного світу — Чорною Маскою.

#### Помста Жінки-кішки
У цьому сюжетному доповненні описані подальші пригоди Жінки-кішки після закінчення основного сюжету гри. Селіна вирішує, що Загадник (Едвард Ніґма), хоч і посаджений Бетменом у в'язницю, їй особисто все одно залишився винним. Вона вирішує проникнути на його завод з виробництва роботів, розташований під магазином іграшок, звідки, отримавши доступ до його комп'ютера, вкраде всі його заощадження.

#### Сімейна справа
Це доповнення переносить час дій гри в часи до подій першої частини серії. Барбара Ґордон в образі Бетґьорл в компанії з Тімом Дрейком (Робіном) вирушають в покинутий парк атракціонів «Сіґейт», побудований на нафтовій вежі, куди Джокер викрав її батька — комісара Ґордона. Героям належить пройти через весь парк, що став справжньою пасткою і зіткнутися віч-на-віч з Джокером і Гарлі Квінн. Вперше в серії Бетґьорл стає грабельним персонажем в сюжетній кампанії і випробуваннях.

#### Блокада поліцейського управління
У цьому сюжетному доповненні після закінчення основного сюжету гри Найтвінґ повинен не допустити втечі пінгвіна з-під варти поліцейської дільниці GCPD.

#### Орел чи решка
Доповнення присвячено Робіну (Тіму Дрейку) і його протистоянню з Дволиким.

## Варіанти видання
| Гра                                        | Так | Так | Так                | Так | Так |
| Альбом ілюстрацій                          | Ні  | Ні  | Так                | Ні  | Ні  |
| Колекційна статуетка (30 см.)              | Ні  | Ні  | Так                | Ні  | Ні  |
| Книга коміксів                             | Ні  | Ні  | Так                | Ні  | Ні  |
| Диск з грою у металевому фітлярі Stellbook | Ні  | Ні  | Так                | Ні  | Ні  |
| Цифровий контент                           |     |     |                    |     |     |
| Season Pass                                | Ні  | Ні  | Ні                 | Ні  | Так |
| Набір костюмів The New 52                  | Ні  | Ні  | Так                | Ні  | Так |
| Сюжетне доповнення «Історія Гарлі Квінн»   | Ні  | Ні  | Так (перший тираж) | Ні  | Так |
| Набір завдань «Жахіття Страхопудала»       | Ні  | Так | Так                | Ні  | Так |

## Саундтрек
| Batman: Arkham Knight — Original Video Game Score, Vol. 1 | Batman: Arkham Knight — Original Video Game Score, Vol. 1 | Batman: Arkham Knight — Original Video Game Score, Vol. 1 |
| #                                                         | Назва                                                     | Тривалість                                                |
| --------------------------------------------------------- | --------------------------------------------------------- | --------------------------------------------------------- |
| 1.                                                        | «Arkham Knight — Main Theme»                              | 2:22                                                      |
| 2.                                                        | «How it Happened»                                         | 3:28                                                      |
| 3.                                                        | «Evening the Odds»                                        | 3:40                                                      |
| 4.                                                        | «Nature Always Wins»                                      | 2:32                                                      |
| 5.                                                        | «Pursuit»                                                 | 3:47                                                      |
| 6.                                                        | «Clock Tower»                                             | 1:18                                                      |
| 7.                                                        | «Invasion»                                                | 2:50                                                      |
| 8.                                                        | «Remnants»                                                | 6:40                                                      |
| 9.                                                        | «Scum, Criminals, and Worse»                              | 1:29                                                      |
| 10.                                                       | «Gunrunner»                                               | 2:27                                                      |
| 11.                                                       | «On the Hunt»                                             | 3:00                                                      |
| 12.                                                       | «Vendetta»                                                | 1:44                                                      |
| 13.                                                       | «Allegiance»                                              | 1:33                                                      |
| 14.                                                       | «Nowhere to Run»                                          | 1:33                                                      |
| 15.                                                       | «Lost Soul»                                               | 1:48                                                      |
| 16.                                                       | «Guardian»                                                | 3:29                                                      |
| 17.                                                       | «Dark Skies»                                              | 3:26                                                      |
| 18.                                                       | «Insurgency»                                              | 2:04                                                      |
| 19.                                                       | «Bodycount»                                               | 4:05                                                      |
| 20.                                                       | «The Chamber»                                             | 1:10                                                      |
| 21.                                                       | «Fear Within»                                             | 1:59                                                      |
| 22.                                                       | «Inner Demon»                                             | 2:01                                                      |
| 23.                                                       | «Darkest Knight»                                          | 1:12                                                      |
| 24.                                                       | «All Who Follow You»                                      | 2:29                                                      |
| 25.                                                       | «Trauma»                                                  | 2:14                                                      |
| 26.                                                       | «Contingency»                                             | 1:35                                                      |
| 27.                                                       | «Crowd Control»                                           | 1:12                                                      |

| Batman: Arkham Knight — Original Video Game Score, Vol. 2 | Batman: Arkham Knight — Original Video Game Score, Vol. 2 | Batman: Arkham Knight — Original Video Game Score, Vol. 2 |
| #                                                         | Назва                                                     | Тривалість                                                |
| --------------------------------------------------------- | --------------------------------------------------------- | --------------------------------------------------------- |
| 1.                                                        | «Nitroglycerine»                                          | 1:32                                                      |
| 2.                                                        | «You're Going to Be Spectacular»                          | 2:55                                                      |
| 3.                                                        | «Creature of the Night»                                   | 3:20                                                      |
| 4.                                                        | «Horror Within»                                           | 1:31                                                      |
| 5.                                                        | «The Trial»                                               | 1:16                                                      |
| 6.                                                        | «City of Fear»                                            | 2:32                                                      |
| 7.                                                        | «Seeds of Hope»                                           | 1:35                                                      |
| 8.                                                        | «Ode to Perfection»                                       | 4:04                                                      |
| 9.                                                        | «Hidden Flaws»                                            | 1:06                                                      |
| 10.                                                       | «Bad Blood»                                               | 3:26                                                      |
| 11.                                                       | «The Order»                                               | 2:02                                                      |
| 12.                                                       | «Prophecy»                                                | 2:17                                                      |
| 13.                                                       | «9 Lives»                                                 | 1:34                                                      |
| 14.                                                       | «The Hunter»                                              | 2:03                                                      |
| 15.                                                       | «Metropolis»                                              | 1:23                                                      |
| 16.                                                       | «Zeppelin»                                                | 5:46                                                      |
| 17.                                                       | «Stagg Enterprises»                                       | 4:09                                                      |
| 18.                                                       | «Fight for the Sky»                                       | 1:05                                                      |
| 19.                                                       | «Founders' Island»                                        | 1:10                                                      |
| 20.                                                       | «The Lion's Den»                                          | 3:10                                                      |
| 21.                                                       | «Jokerfied»                                               | 2:04                                                      |
| 22.                                                       | «Urban Sprawl»                                            | 1:53                                                      |

## Відгуки та критика
Критики тепло прийняли Batman: Arkham Knight, проте високі оцінки стосувалися, перш за все, версії на PS4.
На старті продажів версія для ПК мала серйозні проблеми на будь-яких збірках. Видавець майже одразу прибрав гру з інтернет-магазину Steam, у якому на той час було більше половини негативних відгуків покупців. Згодом, після декількох патчей, ситуація з грою покращилась.